# Matka Boża Oborska
Najświętsza Maryja Panna Oborska, Matka Boża Bolesna, Pani Ziemi Dobrzyńskiej – wezwanie Matki Bożej, znajdującej się od 1605 r. kościele klasztornym karmelitów w Oborach.
Niewielka figura wyrzeźbiona z drewna lipowego, silnie wydrążona, pokryta polichromią, przedstawiająca Maryję pochyloną nad ciałem martwego Jezusa, w typie piety. Głowa Madonny jest nieproporcjonalnie duża, w kontraście do niewielkiego ciała Jezusa, ukazanego jako dorosły mężczyzna, jednak o postawie małego chłopca, co odpowiada starszemu typowi Pietà corpusculum, związanego z przedstawieniem Madonny z Dzieciątkiem. Rzeźba nie przedstawia więc sceny historycznej, ale ma znaczenie symboliczne. Maryja ma twarz raczej smutną, niż naznaczoną cierpieniem.

## Historia
Według badań, powstanie figury datowane jest na wiek XV. Prof. Tadeusz Chrzanowski uściśla datę, wskazując na pierwsze dziesięciolecie XV wieku, a nawet nie wyklucza ostatniego dziesięciolecia wieku XIV. Wiąże ją ze środowiskiem rzeźbiarskim Polski północnej, wskazując nawet na jej powstanie nawet w klasztorze bydgoskim.
Cudowną figurę przywieźli na nową fundację karmelici z Bydgoszczy, którzy w swoim kościele posiadali dwa wsławione cudami wizerunki Matki Bożej – Pietę i Madonnę Szkaplerzną. Poświadcza to Informacya o cudownym obrazie, w którym rzeźba nazywana jest Depositionis de Cruce. Po usamodzielnieniu się fundacji, karmelici bydgoscy zabrali figurę ze sobą. Według legendy, figura miała dwukrotnie powrócić sama do Obór. Po licznych zatargach pomiędzy klasztorami, zdecydowano o pozostawieniu jej w miejscu, które sama „wybrała”.
Figura przetrwała pożar z roku 1612, który całkowicie zniszczył pierwotny kościółek na kalwarii. W 1696 roku umieszczono ją w specjalnie zbudowanym, barokowym ołtarzu. Niszę przyozdobiono srebrnymi blachami z motywami roślinnymi, eksponując wota. Tak Pietà odbierała kult do wybuchu II wojny światowej, kiedy to trzeba było figurę ukryć i zabezpieczyć przed profanacją i zniszczeniem.
Na skutek długiego przebywania w ziemi, Pietà została oddana do konserwacji tuż po zakończeniu wojny – w roku 1945. Niestety, nieumiejętnie wykonana, wyrządziła wiele szkód. Dopiero następna konserwacja przywróciła rzeźbie pierwotną postać, usuwając przemalowania i uzupełniając braki, została pokryta nową polichromią.

## Analiza
Jak przyznaje ks. Smoleński, figura pod względem artystycznym nie stoi na wysokim poziomie – wyrobiona niewprawnym dłutem; oblicze nieco wielkie, nie mają wyrazu, tego wdzięku i charakterystycznych rysów właściwych osobom boskim. Jest jednak cennym zabytkiem historycznym.

## Kult
Figura zabrana z Bydgoszczy, celem nadania dynamiki nowej fundacji, słynęła cudami już od wielu lat. Najstarszy zapis pochodzi z roku 1581. W roku przeniesienia do Obór, Madonna miała ochronić Obory przed morowym powietrzem. W 1612 r. jako jedyna przetrwała pożar kościoła. Nie ma wzmianek o cudownym uratowaniu figury, pewnym jest jednak, że była ratowana w pierwszej kolejności.
Legenda podaje, że zabrana przez karmelitów-fundatorów do Bydgoszczy dziwnym sposobem, bez wszelkiej pomocy ludzkiej, chyba za samą anielską asystencyą i usługą, po dwa razy (chociaż z wielką uwagą i nabożeństwem przy licznym świetle od zakonników bydgoskich pilnowana) niewiadomie uchodziła i wracała z Bydgoszczy do kościoła oborskiego. Jest to pierwszy okres wzmagania się kultu Bolesnej Madonny.
W drugiej połowie XVII w., po najazdach szwedzkich, zanotowano w kronikach 11 cudów. Jednym z nich miało być ocalenie od morowego powietrza mieszkańców Nieszawy, którzy w dziękczynieniu, przybyli w pielgrzymce, fundując srebrną tablicę pamiątkową. Inwentarz z roku 1681 wymienia 19 różnych srebrnych tabliczek, oprócz innych wotów: krzyżyków, biżuterii, korali. Na koniec tego stulecia przypada również ufundowanie głównego ołtarza, z przeznaczeniem dla oborskiej Piety. Specjalna nisza w barokowej nastawie została ozdobiona srebrną, ażurową blachą o bogatej roślinnej ornamentyce.
W połowie XVIII wieku przeprowadzono wstępne przygotowania do koronacji: odrestaurowano i rozbudowano główny ołtarz, dodając srebrne antepedium z wyobrażeniem Piety, sprawiono srebrne sukienki, wyposażono kościół w nowe barokowe ołtarze, stalle, ambonę, organy, ławy i konfesjonały. Z tego też okresu pozostało wiele paramentów liturgicznych, przeznaczonych dla klasztoru jako wota dziękczynne, a także cztery srebrne lichtarze o trójbocznej postawie, z trybowanym na jednym polu wizerunkiem Matki Oborskiej.
Oznaką wielkiego kultu jest ufundowana przez Juliusza Dziewanowskiego w 1740 roku kaplica Opatrzności Bożej. W zanotowanych cudach nazwisko to widnieje wielokrotnie, co świadczy o wielopokoleniowym kulcie rodziny. Znajduje się tam między innymi: uzdrowienie czteroletniego synka Marcina, uratowanie od pożaru domu w Płonnem, powstrzymaniu zarazy bydła w gospodarstwie. Fundator jest także autorem najstarszej znanej pieśni do Maryi w Oborach, oto jej trzecia zwrotka:
Jest Twoich cudów konsumpt niezliczony
W Ziemi Dobrzyńskiej, także z Twej obrony
Każdy doznaje, choć w największym razie,
Łaski słynące w Oborskim obrazie.
W 1747 roku zwołano komisję odbierającą zeznania w sprawie koronacji figury. Nie wiadomo, dlaczego do tego aktu nie doszło. Pozostały korony, wykonane w 1756 roku, zbyt proste i wielkie, snać wykonane bez miary, na domysł lub opowieść, jak wynika z relacji ks. Załuskiego.
Wielkie osłabienie kultu przyniosła pierwsza połowa XIX wieku, kiedy Obory znalazły się w zaborze rosyjskim, oddzielone od dobrodziejów i czcicieli z Bydgoszczy, Nieszawy, Chełmna czy Golubia. Klasztor podupadł, zniszczony pożarem z 1821 roku. Zmniejszała się liczba zakonników, niesprzyjającą atmosferę dla maryjnego kultu roztaczali osadzający się w okolicach protestanci.
Sytuację zmieniły dopiero przygotowania do powstania styczniowego i wiązane z nim nadzieje. Klasztor oborski był wtedy ważnym ośrodkiem patriotycznym, kształtującym ducha narodu. W czasie powstania klasztor był schronieniem dla partyzantów, a po jego upadku stał się więzieniem dla duchownych z dekanatów rypińskiego i dobrzyńskiego, a także dla współbraci z pobliskiego Trutowa.
Przełom wieku XIX i XX, zgodnie z zaleceniami Leona XIII, upływał w klimacie dziękczynienia za kończące się stulecie i błagania w intencji nowego. Odbywały się wtedy liczne pielgrzymki do miejsc słynących łaskami. Biskup płocki rozesłał wtedy kwestionariusz do parafii, dotyczący kultu Maryi Oborskiej. Obszerną wypowiedź przygotował świątobliwy o. Wincenty Kruszewski, gorliwy propagator kultu, zmarły w opinii świętości.
W czasie II wojny światowej była przechowywana w skrzyni, zakopana w gospodarstwie jednego z parafian. Odrestaurowana w 1945 r. była witana przez tłumy czcicieli.

### Koronacja
Niesłabnący kult Maryi Oborskiej doprowadził do koronacji figury, przeprowadzonej staraniem ordynariusza płockiego Bogdana Sikorskiego oraz ojców Michała i Mateusza Wojnarowskich wniesiono do Stolicy Apostolskiej stosowną prośbę. 8 października 1974 roku Kongregacja ds. Kultu Bożego wydała pozwolenie na nałożenie koron papieskich. Centralna uroczystość odbyła się 18 lipca 1976 roku, gromadząc ponad 40 tys. wiernych. Koronacji przewodniczył kard. Stefan Wyszyński, w asyście biskupa płockiego, licznych biskupów, a także wicegenerała karmelitów o. Possanziniego i prowincjała o. Łukasza Semika.
Aktualnie do Obór przybywają o każdej porze roku pielgrzymi z całej Polski. Sprzyjają temu cykliczne wydarzenia – cosobotnie Wieczerniki Matki Bożej Królowej Pokoju, Niedziele Chorych (II niedziela miesiąca), Czuwania z Matką Bożą Bolesną w III piątki miesiąca, coroczne Spotkania Rodziny Karmelitańskiej.